# Amephana aurita
Amephana aurita är en fjärilsart som beskrevs av Fabricius 1787. Amephana aurita ingår i släktet Amephana och familjen nattflyn. Inga underarter finns listade i Catalogue of Life.